# Miloslav Slováček
Miloslav Slováček (* 8. května 1929) byl český a československý politik Komunistické strany Československa a poslanec Sněmovny lidu Federálního shromáždění za normalizace.

## Biografie
K roku 1971 a 1976 se profesně uvádí jako seřizovač. K roku 1976 je zároveň zmiňován jako člen Okresního výboru KSČ v okrese Uherské Hradiště. Pocházel z obce Míkovice. Pracoval v podniku Závody přesného strojírenství (ZPS) Uherský Brod.
Ve volbách roku 1971 zasedl do Sněmovny lidu (volební obvod č. 107 - Uherské Hradiště, Jihomoravský kraj). Mandát obhájil ve volbách roku 1976 (obvod Uherské Hradiště). Ve FS setrval do konce funkčního období, tedy do voleb roku 1981.